# Rue Confort
La rue Confort est une rue du 2e arrondissement de la ville de Lyon.

## Description

### Étymologie
Le nom de la rue vient d'une chapelle dédiée à Notre-Dame de Confort, située place (de) Confort, l'actuelle place des Jacobins. Cette chapelle dédiée à la Vierge sous l'invocation de nostra domina confortatrix est enchâssée dans l'église des Dominicains.

### Généralités
Elle se situe entre la rue de la République et la place des Jacobins. Elle croise la rue David-Girin.

### Sites particuliers
La rue possède plusieurs sites remarquables. On compte parmi ceux-ci :
- au n°10, une allée voutée mène à ce qui reste de l'ancienne cour des Archers[3] ;
- au n°28, une maison est classée au titre des monuments historiques français.

## Histoire
La rue est attestée dès 1383.

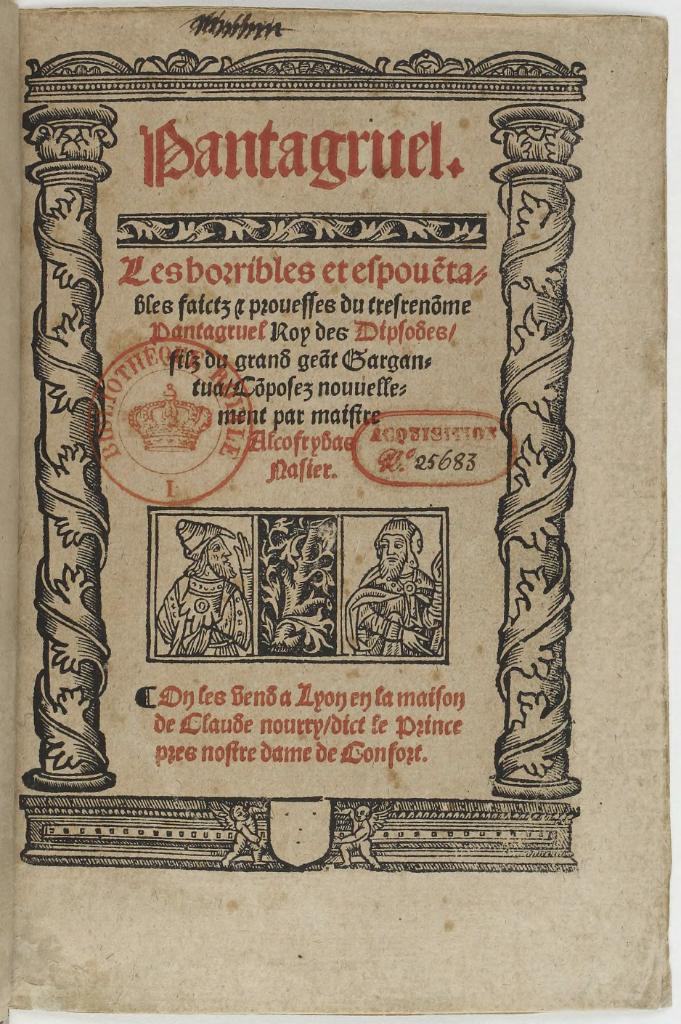
Page de titre du Pantagruel de Rabelais édité par Claude Nourry vers 1530-1532, non loin de la rue Confort.

Rabelais, qui se fait éditer en 1532 par Claude Nourry non loin de là, fait référence à la place de Confort dans Pantagruel où il évoque les bavards de Confort : « les faineants qui s'assemblent sur la place Notre-Dame de Confort, à Lyon, pour débiter des sornettes, qu'autrefois, on nommait baves ».
Dans les années 1840, une salle de spectacle intitulée Gymnase lyonnais abrite des vaudevilles et des mélodrames.
Sous la Révolution, elle devient la rue Sautemouche, retrouvant son nom premier en 1810. En 1982, la portion orientale de la rue devient la rue Professeur-Louis-Paufique.

## Sources